# Albert Łapin
Albert Janowicz Łapin (łot. Alberts Lapiņš; ur. 15 maja?/27 maja 1899 w Rydze lub w Mitawie, zm. 1937 w Chabarowsku) – radziecki wojskowy pochodzenia łotewskiego, uczestnik wojny domowej w Rosji po stronie czerwonych, komkor.

## Życiorys
Był synem robotnika. Ukończył szkołę handlową w Moskwie. W 1917 r. wstąpił do partii bolszewickiej. Podczas rewolucji październikowej brał udział w zbrojnym wystąpieniu bolszewików w Moskwie jako dowódca oddziału Czerwonej Gwardii. W grudniu tego samego roku podczas zjazdu członków Czerwonej Gwardii w Moskwie został wybrany do sztabu głównego organizacji. W 1918 r. pełnił obowiązki kierownika wydziału organizacyjnego miejskiego komisariatu wojskowego w Moskwie, następnie był dowódcą i komisarzem oddziału zwiadowczego 5 Armii. Od stycznia do maja 1919 r. był komisarzem sztabu 5 Armii, natomiast od czerwca do listopada 1919 r. dowodził 232 pułkiem strzelców 26 Dywizji Strzelców. Ciężko ranny, powrócił na front rosyjskiej wojny domowej w grudniu 1919 r. jako dowódca 30 Dywizji Strzelców, którym pozostawał do marca 1920 r. Na czele dywizji brał udział w operacji krasnojarskiej przeciwko wycofującym się na wschód ocalałym oddziałom białej armii adm. Kołczaka, 20 grudnia 1919 r. bez walki zajmując Tomsk. Od kwietnia 1920 r. dowodził 80 brygadą 27 Dywizji Strzelców. 
Od marca 1921 r. do maja 1922 r. dowodził kolejno wojskami kolejowymi Republiki Dalekiego Wschodu, Amurską Dywizją Strzelców, wojskami Nadamurskiego Okręgu Wojskowego. W czerwcu 1922 r. powierzono mu dowodzenie 29 Dywizją Strzelców.  
W latach 1922–1925 studiował na Akademii Wojskowej Robotniczo-Chłopskiej Armii Czerwonej. Po ukończeniu nauki został skierowany do Chin jako doradca wojskowy. Od stycznia 1928 r. był dowódcą i komisarzem 18 korpusu strzeleckiego. W 1929 r. ukończył na Akademii Wojskowej im. Frunzego kursy doskonalenia dla wyższych dowódców. W sierpniu tego samego roku został szefem sztabu Specjalnej Armii Dalekowschodniej. Podczas konfliktu o Kolej Wschodniochińską dowodził grupą wojsk działającą wzdłuż rzeki Sungari.
Od stycznia do października 1930 r. był dowódcą i komisarzem 19 Nadmorskiego korpusu strzeleckiego. W listopadzie 1930 r. objął stanowisko przewodniczącego V zarządu sztabu Armii Czerwonej. Od lutego 1931 r. kierował zarządem przygotowania bojowego wojsk lądowych Armii Czerwonej. W lipcu 1932 r. powierzono mu stanowisko zastępcy dowódcy Białoruskiego Okręgu Wojskowego ds. sił powietrznych. Ukończył szkolenie w szkole lotników wojskowych w 1933 r. W grudniu tego samego roku przeniesiono go na stanowisko zastępcy dowódcy Specjalnej Armii Dalekowschodniej (OKDWA). Został zawieszony w czynnościach w grudniu 1936 r. po katastrofie lotniczej z udziałem bombowców OKDWA. 
W marcu 1937 r. został wezwany do Moskwy. Z polecenia komisarza obrony Klimienta Woroszyłowa udał się do Kisłowodska, gdzie w sanatorium miał rzekomo oczekiwać na przydział w jednym z korpusów strzeleckich. 17 maja 1937 r. został aresztowany. Poddany brutalnemu śledztwu, w którym złożył zeznania obciążające kolejne osoby, 21 września popełnił samobójstwo w więzieniu.
Czterokrotnie odznaczony Orderem Czerwonego Sztandaru – w 1920, dwukrotnie w 1921 oraz w 1930 r., a także Orderem Lenina w 1936 r.